# Chenereilles (Loire)
Chenereilles is een gemeente in het Franse departement Loire (regio Auvergne-Rhône-Alpes) en telt 312 inwoners (1999). De plaats maakt deel uit van het arrondissement Montbrison.

## Geografie
De oppervlakte van Chenereilles bedraagt 9,1 km², de bevolkingsdichtheid is 34,3 inwoners per km².
De onderstaande kaart toont de ligging van Chenereilles (Loire) met de belangrijkste infrastructuur en aangrenzende gemeenten.

## Demografie
Onderstaande figuur toont het verloop van het inwonertal (bron: INSEE-tellingen).